# Dictyna foliacea
Dictyna foliacea là một loài nhện trong họ Dictynidae.
Loài này thuộc chi Dictyna. Dictyna foliacea được Nicholas Marcellus Hentz miêu tả năm 1850.